# Rusiborek
Rusiborek – wieś w Polsce położona w województwie wielkopolskim, w powiecie średzkim, w gminie Dominowo.
W latach 1975–1998 miejscowość administracyjnie należała do województwa poznańskiego.
W miejscowości urodził się Piotr Wysocki, prezydent Gorzowa Wielkopolskiego w latach 1945-1947, prezydent Piły w latach 1947-1948, starosta w Szczytnie od 1948 do 1950.